# ミード酸
ミード酸(Mead acid)は、ω-9脂肪酸の一つで、James F. Meadによって初めて特徴化された。他のいくつかのω-9多価不飽和脂肪酸動物はミード酸をデノボ合成することができる。血中での存在量の増加は必須脂肪酸の欠乏の兆候である。

## 化学
化学的には、ミード酸は3ヶ所の二重結合がすべてcis型の20炭素のカルボン酸である。最初の二重結合はω末端から9番目の結合に位置する。生理学的文献では、その名称は20:3(n-9)が与えられている。リポキシゲナーゼの存在によって、ミード酸は様々なヒドロキシ生成物を形成することができる。

## 生理学
ヒトや他の哺乳類は必須脂肪酸(EFA)を必要とする。EFA、特にアラキドン酸が欠乏すると、身体はオレイン酸の不飽和化と伸長によってミード酸を作る。そのため、ミード酸はEFA欠乏のインジケーターとなる。EFAの欠乏が疑われる脂質吸収不良患者を調べたところ、彼らのミード酸血中濃度は通常値と比較して1263%であった。